# Resolutie 1907 Veiligheidsraad Verenigde Naties
Resolutie 1907 van de Veiligheidsraad van de Verenigde Naties werd op 23 december 2009 aangenomen door de VN-Veiligheidsraad. Dertien lidstaten stemden vóór de resolutie, Libië stemde tegen en China onthield zich van stemming. De resolutie was opgesteld door Oeganda.Eritrea had een brief gestuurd aan de voorzitter van de Veiligheidsraad met de oproep om de resolutie te verwerpen.
Libië vond de resolutie, die sancties instelde tegen Eritrea voor zijn rol in de conflicten met Somalië en Djibouti, te snel komen en achtte dit niet de beste manier om het probleem in de Hoorn van Afrika op te lossen. Het land had liever gewacht tot de top van de Afrikaanse Unie in januari 2010. China was min of meer dezelfde mening toegedaan.

## Achtergrond
Sinds Eritrea in 1993 onafhankelijk werd, vocht het land met elk van zijn drie buurlanden een grensoorlog uit. In 2008 was dat het geval met Djibouti, het betrof de eilanden Ras Doumeira en Doumeira. In april van dat jaar beschuldigde Djibouti Eritrea van invallen, en tussen 10 en 13 juni braken gevechten uit waarbij 9 Djiboutiaanse soldaten sneuvelden.

## Inhoud

### Waarnemingen
De Veiligheidsraad sprak zijn steun uit aan het Djibouti-Akkoord en het vredesproces — door Eritrea afgewezen — dat als basis moest dienen om het conflict in Somalië op te lossen, alsook aan de Federale Overgangsregering van Somalië. De Afrikaanse Unie drong aan op sancties tegen landen die steun verleenden aan gewapende groepen in Somalië en de vredesinspanningen daar ondermijnden. Daarbij doelde men vooral op Eritrea. Dat land maakte ook geen enkele vooruitgang met de uitvoering van resolutie 1862 inzake het grensconflict met Djibouti, zoals de terugtrekking van zijn troepen uit de grensstreek. Voorts maakte de waarnemingsgroep gewag van politieke, financiële en logistieke steun van Eritrea aan gewapende groepen in Somalië.

### Handelingen
Alle lidstaten, inclusief Eritrea, moesten het wapenembargo dat met resolutie 733 was ingesteld tegen Somalië naleven. Ook moesten ze het Djibouti-Akkoord en de Overgangsregering in dat land steunen. Van Eritrea werd geëist dat het:
- Niet langer zou pogen die regering te destabiliseren of omver te werpen,
- Zich zou terugtrekken uit het gebied waar het in conflict was met Djibouti,
- Het grensgeschil door middel van een dialoog zou oplossen,
- Zich aan zijn verplichtingen als VN-lidstaat hield,
- Informatie vrijgaf over in de gevechten vermiste Djiboutiaanse soldaten.

De Veiligheidsraad legde een embargo op tegen wapens geleverd aan en door Eritrea. Ook werd de lidstaten opgedragen alle financiële middelen van Eritrea onmiddellijk te bevriezen. Verder moesten zij politieke en militaire leiders van Eritrea en personen die het embargo tegen dat land schonden de toegang tot hun grondgebied weigeren.

## Verwante resoluties
- Resolutie 1820 Veiligheidsraad Verenigde Naties (2008)
- Resolutie 1862 Veiligheidsraad Verenigde Naties
- Resolutie 1916 Veiligheidsraad Verenigde Naties (2010)
- Resolutie 2002 Veiligheidsraad Verenigde Naties (2011)

Lijst ·  1860 ·  1861 ·  1862 ·  1863 ·  1864 ·  1865 ·  1866 ·  1867 ·  1868 ·  1869 ·  1870 ·  1871 ·  1872 ·  1873 ·  1874 ·  1875 ·  1876 ·  1877 ·  1878 ·  1879 ·  1880 ·  1881 ·  1882 ·  1883 ·  1884 ·  1885 ·  1886 ·  1887 ·  1888 ·  1889 ·  1890 ·  1891 ·  1892 ·  1893 ·  1894 ·  1895 ·  1896 ·  1897 ·  1898 ·  1899 ·  1900 ·  1901 ·  1902 ·  1903 ·  1904 ·  1905 ·  1906 ·  1907